# داء العداري الحويصلي
داء العداري الحويصلي (بالإنجليزية: Alveolar hydatid disease)‏ وله أسماء عدة منها: داء العداري السنخي (AHD)، مرض المشوكات الحويصلي، السنخية الغروانية في الكبد. وهو شكل من أشكال المشوكات، وهو مرض طفيلي، تسببه مشوكة عديدة المساكن. 
على الرغم من أن داء العداري الحويصلي نادراً ما يصيب البشر، إلا أنه يتم تشخيصه مثل داء الحويصلات المائية، ولا يزال هذا المرض يعد من الأمراض الخطيرة التي لديها نسبة وفيات عالية بشكل ملحوظ وأيضاً لديه القدرة على أن يصبح أحد الأمراض الناشئة في العديد من البلدان. ينتشر هذا المرض بشكل شائع في شمال أفريقيا وفي الشرق الاوسط وفي المناطق التي تربى بها الماشية وتوجد بها فصائل الكلبيّات (الكلاب، ضباع، الثعالب والذئاب)مثل الهند، أمريكا الجنوبية، نيوزيلاندا، أستراليا وبعض مناطق الولايات المتحدة الأمريكية مثل جنوب المسسيسبي وألاسكا وغرب كندا.

## الأسباب
اكتشف حاليا تسعة أنواع مختلفة منها تسبب المرض، وفصائل الكلبيّات هي الحامل الاساسى لدودة العدوى الايكنو كوكيس، حيث تصاب هذه الحيوانات عندما تأكل لحوم أو بقايا ماشية منتشرة بها بيض الدودة. وتفقس البويضات وتخرج الديدان والتي بدورها تخرج بيض ينزل من فضلات الكلاب وقد تأكلها الماشية أو تلوث اكل الإنسان، أو ان يلعق الكلب وجه الإنسان، فتدخل البويضات اليه.والإنسان هو أحد الوسائط التي تفقس في جسمه الديدان الوسيطة وتخترف الدم إلى الاعضاء لتكون حويصلات التي تسبب المرض.ونسبة تكونها في الكبد في 50-79% من الحالات، و20% في باقى الحالات مثل: الرئة القلب، المخ، العظامو غيرها.

## الاعراض
أعراض المرض تشمل: الام في المعدة (مغص)، تقيؤ، تليف في حالة الإصابة بالكبد، سعال ونزيف في حالة الإصابة في الرئة، صداعحاد في حالات الإصابة بالمخ 
وقد تنفجر الحويصلة خصوصا في الكبد وتكون رد فعل في صورة حساسية شديدة قد تسبب الوفاة المفاجئة

## العلاج
العلاج الاساسى هو العمل الجراحى لاستئصال الدودة وقد يستخدام المنظار لحقن وقتل الطفيليات داخل الحويصلة ثم استئصالها بالمنظار باستخدام جهار الهارمونك.